# Complexe sportif Mardan
Le complexe sportif Mardan est un complexe sportif turc situé à Aksu, dans la province d'Antalya.
Il est composé de plusieurs infrastructures dont un stade de football, propriété de l'Antalyaspor Kulübü et qui peut accueillir 7 722 personnes.
Il est utilisé pour le Championnat d'Europe de football des moins de 17 ans 2008.